# Bruce D. Patterson (Zoologe)
Bruce D. Patterson (* 18. August 1952 in Coco Solo, Panamakanalzone) ist ein US-amerikanischer Mammaloge am Field Museum of Natural History in Chicago. Sein Forschungsschwerpunkt sind Nagetiere, Fledermäuse sowie südamerikanische Beuteltiere.

## Leben
Patterson kam 1954 in die Vereinigten Staaten. 1974 erwarb er den Bachelor of Science an der St. Lawrence University in  Canton, New York. 1978 graduierte er zum Master of Science an der New Mexico State University in Las Cruces. 1981 wurde er mit der Dissertation The mandibular morphology of grasshoppers and the niche variation hypothesis unter der Leitung von Wirt Atmar und Ralph James Raitt, Jr. zum Ph.D. an der New Mexico State University promoviert.
Seit 1988 ist er Lehrbeauftragter an der University of Illinois at Chicago und von 1991 bis 2001 war er Lehrbeauftragter an der Northern Illinois University in DeKalb. Von 1993 bis 2008 war er Gastprofessor am Museo de Historia Natural der Universidad Nacional Mayor de San Marcos in Lima, Peru.
Von 1981 bis 1985 war er Assistenzkurator und von 1985 bis 1992 war er stellvertretender Kurator am Field Museum Natural History. Von 1984 bis 1985 war er Dozent an der Northwestern University in Evanston, Illinois. Von 1986 bis 1992 war er Leiter der Abteilung Säugetiere am Field Museum Natural History. Von 1992 bis 1996 war er Kurator am Field Museum Natural History. Seit 1996 ist MacArthur-Kurator für Zoologie am Field Museum Natural History.
Pattersons Forschungsschwerpunkte umfassen die biologische Diversifikation und die Ökologie, Evolution sowie den Artenschutz tropischer Säugetiere. Ein Großteil seiner Arbeit basiert auf Proben, die aus der Feldarbeit in Südamerika und Afrika stammen. Er unterrichtet und berät auch Studenten und Gastwissenschaftler am Field Museum, der University of Chicago und der University of Illinois at Chicago.
Patterson veröffentlichte mehrere Bücher, darunter im Jahr 1986 in Zusammenarbeit mit Lawrence R. Heaney das Buch Island biogeography of Mammals, im Jahr 1997 in Zusammenarbeit mit Steven M. Goodman das Buch Natural change and human impact in Madagascar und im Jahr 2004 das Werk The Lions of Tsavo: exploring the legacy of Africa’s notorious man-eaters, in dem er sich mit zwei menschenfressenden Löwen während des Baus einer Brücke der Uganda Railway am Tsavo im Jahr 1898 befasst. 2012 erschien das Buch Bones, clones, and biomes : The history and geography of recent neotropical mammals. 2007 war er am Buch Mammals of South America, Volume 1: Marsupials, Xenarthrans, Shrews, and Bats von Alfred L. Gardner beteiligt. Für den fünften Band des Handbook of the Mammals of the World schrieb er im Jahr 2015 das Kapitel über die Familie der Mausopossums (Caenolestidae) und im Jahr 2016 für den sechsten Band das Kapitel über den Nacktmull.
Patterson war an den Erstbeschreibungen zur Mann-Andenfeldmaus (Abrothrix manni), zur Hershkovitz-Andenfeldmaus (Abrothrix hershkovitzi), zur Anden-Opossummaus (Caenolestes condorensis), zur Sangay-Opossummaus  (Caenolestes sangay), zur Pearson-Langkrallenmaus (Geoxus annectens), zur Barbaras Bürstenschwanzratte (Isothrix barbarabrownae), Platyrrhinus angustirostris, Platyrrhinus fusciventris, zur Langzungen-Baummaus (Rhagomys longilingua), Sturnira bakeri, Sturnira burtonlimi und Rhinolophus webalai beteiligt.

## Mitgliedschaften
Seit 1985 ist Patterson Mitglied der Kommission für Evolutionsbiologie der University of Chicago. 1990 wurde er zum Fellow der Linnean Society of London gewählt. Von 1996 bis 1998 war er Präsident der Society for the Study of Mammalian Evolution. Von 1999 bis 2000 war er Vizepräsident und von 2002 bis 2004 war er Präsident der American Society of Mammalogists. Seit 2009 ist er Vizepräsident der American Association of University Professors. Ferner war er Redakteur beziehungsweise Mitherausgeber bei den Fachmagazinen Journal of Mammalogy (1991–1994), Biodiversity Letters (1992–1997), Mastozoología Neotropical (1993–2002) und Publicaciones Especiales, Mastozoología Neotropical (1997–2003).

## Ehrungen und Dedikationsnamen
1998 benannte Philip Hershkovitz die südamerikanische Wühler-Gattung Brucepattersonius nach Bruce D. Patterson. Im Jahr 2015 erhielt Patterson den C. Hart Merriam Award der American Society of Mammalogists für herausragende Forschungsarbeit.